# 디펜더스: 유쾌한 변호사들
디펜더스: 유쾌한 변호사들(The Defenders)은 CBS에서 방영된 텔레비전 드라마이다.

## 캐스트
- 제리 오코넬 - Pete Kaczmarek
- 제임스 벨루시 - Nick Morelli
- 저니 스몰렛 - Lisa Tyler
- 타냐 피셔 - Zoey Waters
- 길리언 빅먼 - Jessica
- 테디 시어스 - Thomas Cole
- 글린 터먼 - Bob Owens
- 댄 애크로이드 - Maximus Hunter